# Alfa Romeo Stelvio
Alfa Romeo Stelvio – samochód osobowy typu SUV klasy średniej produkowany pod włoską marką Alfa Romeo od 2016 roku.

## Historia i opis modelu

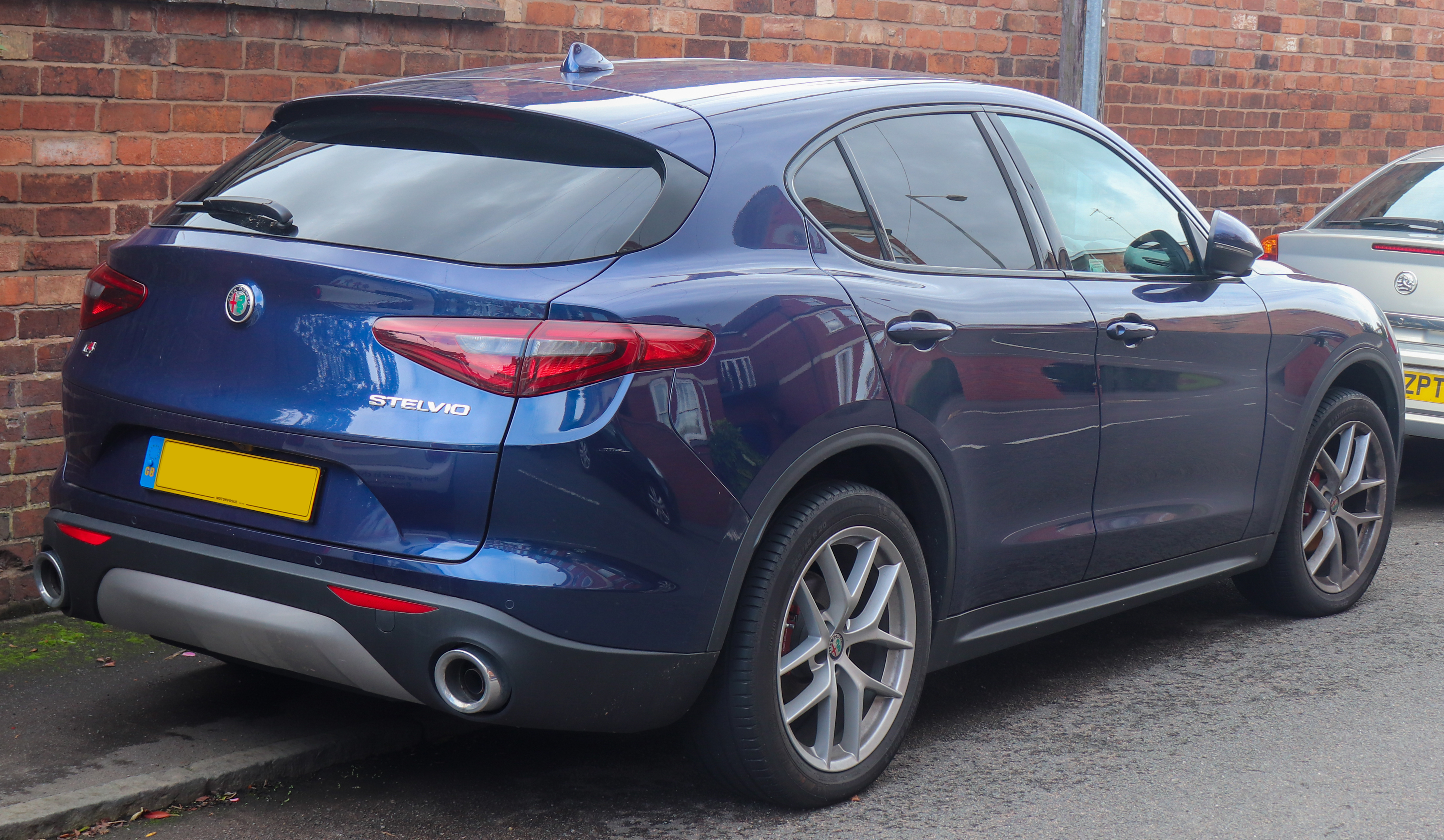
Alfa Romeo Stelvio przed liftingiem - tył

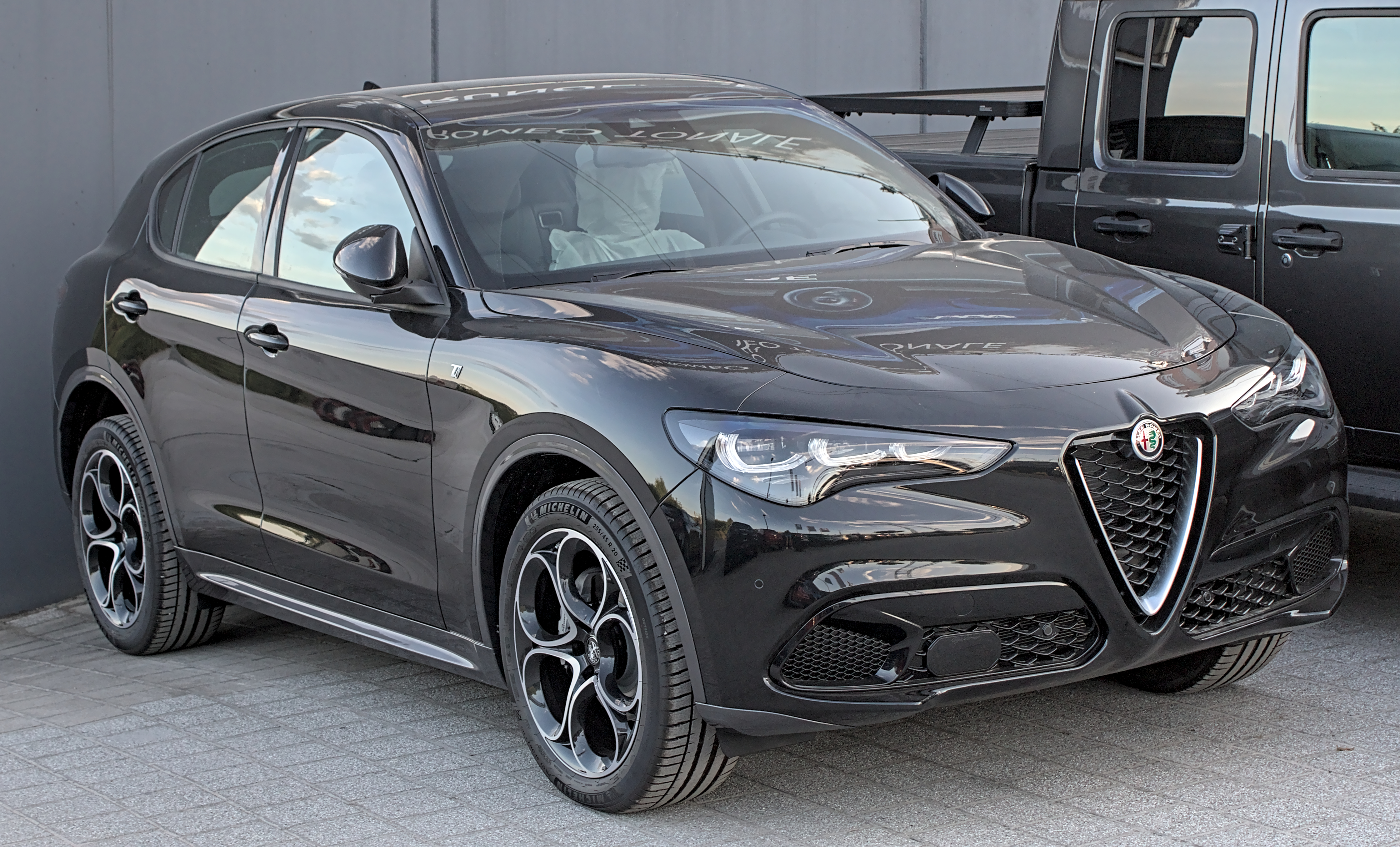
Alfa Romeo Stelvio po liftingu

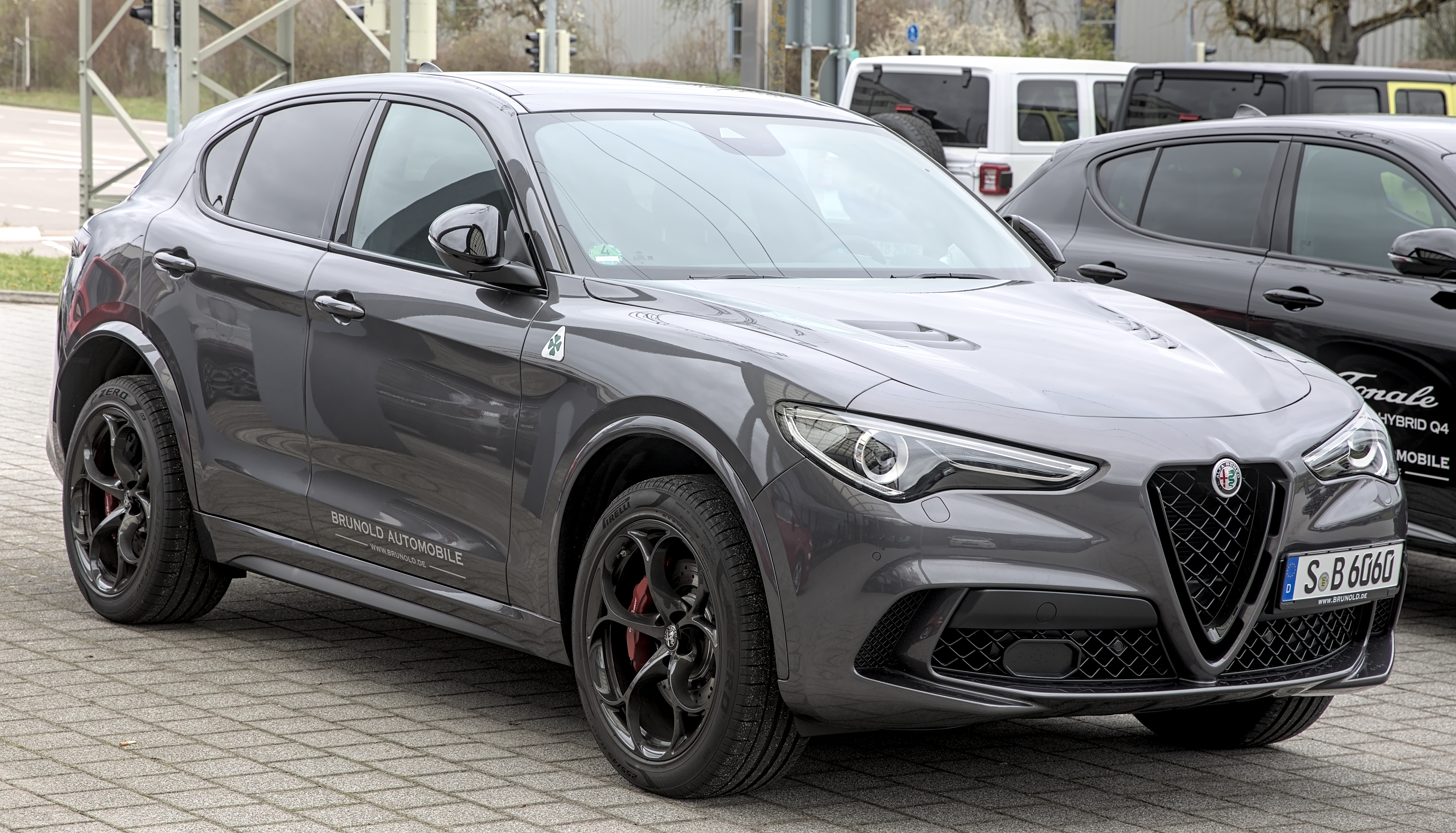
Alfa Romeo Stelvio Quadrifoglio

Samochód został po raz pierwszy oficjalnie zaprezentowany podczas targów motoryzacyjnych w Los Angeles w 2016 roku. Auto zbudowane zostało na bazie płyty podłogowej Giorgio, z której korzysta m.in. model Giulia. Nazwa Stelvio pochodzi od nazwy najwyższej w Europie przejezdnej przełęczy - "Passo Dello Stelvio".
Na początku produkcji dostępna była limitowana wersja First Edition, która została wyposażona także m.in. w 400-watowy system audio, 20-calowe alufelgi, elektrycznie sterowane fotele oraz podgrzewane koło kierownicy i przednie fotele. Auto wyposażone jest w silnik 2.0 MultiAir Turbo o mocy 280 KM, połączono go z 8-biegową automatyczną skrzynią biegów i napędem na cztery koła. Stelvio First Edition przyśpiesza do "setki" w 5,7 s.
Najmocniejszy wariant Stelvio – o nazwie Quadrifoglio – jest napędzany 2,9-litrowym silnikiem V6 o mocy 510 KM i maksymalnym momencie obrotowym wynoszącym 600 Nm. Jest to zmodyfikowany silnik Ferrari F154 - V8 o pojemności 3,9 l z uciętymi dwoma cylindrami. Jednostka ta współpracuje z automatyczną przekładnią 8-biegową oraz napędem na obie osie Quadrifoglio QUAD. Auto w tej konfiguracji jest w stanie rozpędzić od 0 do 100 km/h w 3,8 sekundy i osiągnąć prędkość maksymalną 283 km/h. Dowodem na ponadprzeciętne właściwości tego modelu jest uzyskany wśród seryjnie produkowanych SUV-ów rekord na torze Nurburgring Nordschleife, wynoszący 7:51.7 minuty. Włoski samochód zdeklasował rywali, w tym poprzedniego rekordzistę – 560-konne Porsche Cayenne Turbo S. Silnik Stelvio Quadrifoglio wykonano z lekkiego metalu i wyposażono w układ bi-turbo, zmienne fazy rozrządu, bezpośredni wtrysk paliwa oraz system odłączający cylindry podczas pracy przy znikomym obciążeniu. Inżynierowie zadbali o relatywnie niewielką masę własną pojazdu, która wynosi 1830 kg.
W 2017 roku Alfa Romeo Stelvio zwyciężyła plebiscyt "Auto Lider" w kategorii średniej klasy SUV-ów, w tym samym roku Stelvio zdobyła również nagrodę "Auto Flotowe 2017 roku" w kategorii Premium/SUV.
W 2018 roku w polskich salonach marki sprzedano łącznie 623 sztuki pojazdu, natomiast w 2019 roku 905 sztuk.

### Modernizacje
W połowie 2020 roku samochód przeszedł pierwszy face lifting. Zmieniono m.in. klosze lamp tylnych, grill przedni, wprowadzono nowe wzory aluminiowych felg o rozmiarze do 21 cali, do wyposażenia opcjonalnego dołączył tytanowy wydech opracowany przez inżynierów z Akrapović. We wnętrzu pojazdu zmieniono kierownicę, lewarek zmiany biegów, zmodyfikowana została konsola środkowa. Klienci od teraz mogą wybrać kolor pasów bezpieczeństwa, a na zamówienie standardowe fotele mogą wymienić na kubełkowe, wykonane z karbonu siedzenia Sparco. Model otrzymał także nowy system multimedialny z ekranem dotykowym o przekątnej 8,8 cala, wyposażony w podmodem Performance Pages”, który prezentuje informacje przydatne podczas ekstremalnej jazdy na torze, cyfrowe stopery do pomiaru czasów okrążeń czy przyspieszeń, a także system ADAS 2 oferujący możliwość jazdy autonomicznej na poziomie drugim. Samochód trafił do sprzedaży latem 2020 roku.
W październiku 2022 roku auto przeszło drugą, bardziej rozleglejszą modernizację na rok modelowy 2023. Zmiany zaszły zarówno z przodu, jak i wewnątrz oraz w gamie silnikowej. Zastosowano nowy układ elementów świetlnych w reflektorach, nawiązujący do Alfa Romeo Tonale. Zmodernizowano również grill oraz tylne światła – np. Stelvio ma przydymione klosze z czarnym błyszczącym wykończeniem. W środku można znaleźć nowy ekran zestawu wskaźników. Ten 12,3-calowy wyświetlacz przekazuje dane w trzech różnych układach graficznych: nowoczesnym Evolved, minimalistycznym Relax i Heritage, który nawiązuje do wskaźników Alf Romeo z lat 60. i 70. XX w.

### Wersje wyposażeniowe
- Super
- Executive
- Business
- Quadrifoglio
- First Edition - wersja limitowana
- Tributo Italiano- wersja limitowana premium

Standardowe wyposażenie podstawowej wersji Super obejmuje m.in. system ABS oraz ESP z mechanizmem różnicowym Q2, 6 poduszek powietrznych, 18-calowe alufelgi, reflektory biksenonowe, system bezkluczykowy, dwustrefową klimatyzację automatyczną, tempomat, półskórzaną tapicerkę, asystenta pasa ruchu, automatyczny hamulec postojowy oraz system audio z 8-głośnikami, a także system Alfa Connect wyposażony w 6,5-calowy ekran. Wersja Executive dodatkowo wyposażona jest w system nawigacji satelitarnej, elektronicznie sterowaną tylną klapę, radio cyfrowe oraz system Alfa Connect wyposażony w 7-calowy ekran.
Samochód można dodatkowo, za dopłatą, doposażyć m.in. w alarm oraz szklany dach panoramiczny.

### Silniki
| Silnik                | Pojemność skokowa [cm³] | Typ silnika        | Średnica cylindra x skok tłoka [mm] | Stopień sprężania  | Moc maksymalna [KM] przy obr./min | Maks. moment obrotowy [Nm] przy obr./min | Przyspieszenie 0–100 km/h [s] | Prędkość maks. [km/h] |                    |
| Silniki benzynowe:    | Silniki benzynowe:      | Silniki benzynowe: | Silniki benzynowe:                  | Silniki benzynowe: | Silniki benzynowe:                | Silniki benzynowe:                       | Silniki benzynowe:            | Silniki benzynowe:    | Silniki benzynowe: |
| --------------------- | ----------------------- | ------------------ | ----------------------------------- | ------------------ | --------------------------------- | ---------------------------------------- | ----------------------------- | --------------------- | ------------------ |
| 2.0 MultiAir Turbo    | 1995                    | R4                 | 84x90                               | 10,0:1             | 200 (147)/4500                    | 330/1750                                 | 7,2                           | 215                   |                    |
| 2.0 MultiAir Turbo    | 1995                    | R4                 | 84x90                               | 10,0:1             | 280 (206)/5250                    | 400/2250                                 | 5,7                           | 230                   |                    |
| V6 2.9 TwinTurbo      | 2891                    | V6                 | 86,5x82                             | 9,3:1              | 510 (375)/6500                    | 600/2500-5500                            | 3.8                           | 283                   |                    |
| Silniki wysokoprężne: |                         |                    |                                     |                    |                                   |                                          |                               |                       |                    |
| 2.2 MultiJet II       | 2143                    | R4                 | 83x99                               | 15,5:1             | 210 (154)/3750                    | 470/1750                                 | 6,6                           | 215                   |                    |